# Offenbach-Lindenfeld
Lindenfeld ist ein Stadtteil der südhessischen Großstadt Offenbach am Main. Er ist neben elf weiteren Stadtteilen Juli 2019 aus dem bis dahin stadtteilfreien Bereich gebildet worden.
In diesem Stadtteil lebten im Juni 2020 rund 7000 Menschen.

## Lage
Lindenfeld liegt zwischen dem Senefelderquartier im Westen und Offenbach-Ost im Osten. Nach Norden hin bildet die Strecke der Frankfurt-Bebraer Eisenbahn die Grenze zu den Stadtteilen Zentrum und Mathildenviertel. Südlich, durch den Anlagenring begrenzt, liegt Buchhügel.

## Infrastruktur
Im Lindenfeld befindet sich die IGS-Lindenfeld. Diese ist eine Grund- und Integrierte Gesamtschule. Rund 550 Schüler werden von 45 Lehrkräften betreut. Die Schule hieß bis zum Schuljahr 2019/2020 Bachschule.
Der Stadtteil wird im Öffentlichen Personennahverkehr von Stadtbuslinien der Offenbacher Verkehrs-Betriebe erschlossen. Durch das Viertel verläuft zudem die Trasse der Südmainischen S-Bahn. An ihr liegt der dreigleisige S-Bahnhof Offenbach Ost. Hier verkehren alle Linien, die den östlichen Bereich der S-Bahn Rhein-Main bedienen (S1, S2, S8 und S9). Die Trasse der Frankfurt-Bebraer Eisenbahn verläuft durch Lindenfeld, hat hier jedoch keinen Haltepunkt.
Im Osten grenzt Lindenfeld an die Bundesstraße 43 und verbindet den Stadtteil mit Mühlheim am Main und Hanau sowie der BAB 661, wodurch das Quartier an das Fernstraßennetz angebunden ist.